# منطقة الحكم الذاتي الصربية في سلوفينيا الغربية
منطقة الحكم الذاتي الصربية في سلافونيا الغربية (بالصربية الكرواتية: Srpska autonomna oblast Zapadna Slavonija, Српска аутономна област Западна Славонија) كانت منطقة حكم ذاتي صربية (أوبلاست) داخل كرواتيا. تأسست في 12 أغسطس 1991 وقد اندمجت في جمهورية كرايينا الصربية. انتهت واستعادتها كرواتيا في مايو 1995 أثناء العملية فلاش.